# Dan Benson
Dan Benson (ur. 10 września 1987 w Springfield) – amerykański aktor. 

## Filmografia
- Young Artie Feldman (2002) – jako Dan, asystent Artiego
- Little Black Book (2003) – jako Philip
- Filip z przyszłości (2004) – jako Sterling
- American Dreams (2005) – jako Avery
- Drake i Josh (2006) – jako popular dude
- Zoey 101 (2006) – jako Thad
- Wiadomości bez cenzury (2008) – jako czarodziej Gamer
- Czarodzieje z Waverly Place (2007–2012) – jako Zeke Beakerman / Zach
- The Rig (2009) – jako Colin
- Hanna's Gold (2009) – jako Luke